# Гуссенс, Сидони
Сидони Гуссенс (англ. Sidonie Goossens; 19 октября 1899, Лискард, ныне часть города Уиррал — 15 декабря 2004, Рейгейт близ Лондона) — британская арфистка  из музыкальной династии Гуссенсов, дочь Эжена Гооссенса, сестра Леона и Юджина Гуссенсов.
Училась в Королевском колледже музыки у Мириам Тимоти. В 1921 году дебютировала в оркестре своего брата Юджина, созданном ради британской премьеры «Весны священной» Игоря Стравинского. В том же году поступила в Лондонский симфонический оркестр, став единственной женщиной в его составе. В 1923 году стала первой арфисткой, выступившей по радио, а в 1936 году — первой арфисткой, выступившей по телевидению (в телевизионном оркестре своего мужа Хайама Гринбаума). На протяжении 50 лет, с 1930 по 1980 годы, играла в Симфоническом оркестре BBC, единственной из музыкантов первого состава оркестра приняв участие в концерте в честь его 50-летия. С 1960 по 1989 годы была профессором Гилдхоллской школы музыки и драмы. Последнее выступление Гуссенс состоялось в сентябре 1991 года, когда она в ходе ежегодного заключительного гала-концерта Би-Би-Си промс аккомпанировала певице Гвинет Джонс, исполнявшей знаменитую ирландскую песню «Последняя роза лета».